# Karen Paola
Karen Liecelotte Bejarano Flores (Santiago, Chile, 9 de febrero de 1985), más conocida por su nombre artístico Karen Paola, es una cantante, actriz y presentadora de televisión chilena. 
Karen Paola logró notoriedad tras debutar en 2003 en el exitoso programa de corte juvenil Mekano (Mega), en el que se convirtió en una cantante destacada luego del lanzamiento de su álbum debut, el multiplatino Viva la noche (2004), siendo la integrante más popular de toda la trayectoria del espacio. A Viva la noche le siguieron Komo tú (2005) y Karen Paola (2008), ambos álbumes alcanzando la certificación de disco de oro. Tras un largo receso musical, Karen Paola retomó su carrera con el lanzamiento de Emancipación (2025), su primer EP. 
Además de su carrera como cantante, Karen Paola ha actuado en diversas telenovelas juveniles y participado en varios programas de televisión.

## Carrera

### Inicios
Tras conseguir una beca para tomar clases de canto en la Escuela Moderna de Música y Danza, Karen participó en el casting masivo realizado en 2003, que buscaba nuevos integrantes para el Team Mekano, que era el grupo de baile estable del programa juvenil Mekano, que en esa época era uno de los programas de mayor sintonía de la televisión chilena. Finalmente Karen logró ingresar y formar parte del grupo, fue además en ese programa donde adoptó su nombre artístico Karen Paola y se convirtió en uno de los personajes más populares del programa. Debido a su éxito, Karen debutaría en la música grabando su primer disco como cantante con el auspicio de este programa. 
El 13 de octubre de 2004 salió a la venta su disco debut como cantante, titulado Viva la noche, que alcanzó altas cifras de venta y en el que interpretaba diversos covers de temas musicales españoles, como «Dime» de Beth y «Ven, Ven, Ven». Tras un par de semanas en el mercado el álbum superaría las 40 000 copias vendidas, ganando doble disco de platino. Ese mismo año, Karen fue invitada a participar en el evento de cierre de la Teletón 2004 desde el Estadio Nacional de Chile.
Incursionando en su faceta de actriz, Karen participó en algunas de las miniseries realizadas por el programa, tales como Amores urbanos y EsCool, donde interpretó el tema principal junto a Ximena Abarca.
En 2005, editó su segundo álbum de estudio, titulado Komo tú, en este se encuentran canciones como «Mira niño», «Dame», «Eres un bombón» y «Antes muerta que sencilla», esta última es una versión de la popular canción de la española María Isabel. Sin embargo, después de editar este segundo disco, Karen toma un receso en su carrera musical y en su participación en Mekano tras su primer embarazo. Ella, junto con su pareja, el bailarín y realizador audiovisual uruguayo Juan Pedro Verdier, a quien conoció en el programa, deciden viajar a la ciudad de Puerto Varas, en donde se preparan para ser padres. Allí nació su primer hijo, Guillermo.
En junio de 2007, Karen Paola fue invitada por la producción de Mekano a participar en la última semana del programa, pero ella se negó. Esa misma semana asistió al programa de farándula de Chilevisión, Primer plano, lo que provocó malestar en el conductor del espacio juvenil, José Miguel Viñuela, debido a que la gran mayoría de los exintegrantes de su programa habían asistido al acto de clausura, excepto Karen. Más tarde ella argumentó que su inasistencia al espectáculo de clausura de Mekano se debió a una cláusula de exclusividad presente en el contrato que firmó con Primer plano, ya que a cambio de su entrevista, el programa le pagaría la estadía de su familia en Santiago y el costo de los exámenes médicos a los que debía ser sometido su hijo. [cita requerida]
En 2008, Karen Paola regresó a los medios a través del programa juvenil Yingo estando como jurado junto a la bailarina y coreógrafa Yamna Lobos, el programa fue transmitido por Chilevisión y dirigido por Álex Hernández, con quien ya había trabajado en Mekano. Tras su regreso, Karen lanzó el 22 de diciembre del 2008 su álbum homónimo, el tercero de su carrera, en el que se encuentran canciones como «Eternidad», cover del tema "Evighet/Invincible" de Carola Häggkvist y las versiones «Hay que venir al sur», de la italiana Raffaella Carrá y «Dame un beso», de la mexicana Yuri. Con este disco ella alcanzó disco de oro en solo 2 semanas, vendiendo más de 5.000 copias sólo en Chile.

### 2010-actualidad
En junio de 2010, Karen abandona el programa Yingo debido a la no renovación de contrato. Tras la abrupta salida de Chilevisión, emigra para incorporarse al programa juvenil de Televisión Nacional de Chile, Calle 7 el 11 de julio, en su cuarta temporada de emisión. El 22 de enero de 2011 ella obtiene el segundo lugar en la competencia física junto a JC.
El 15 de junio de 2011 lanza en Calle 7 el primer sencillo de su próximo disco, «Hasta el amanecer», logrando ser Trending Topic en Perú y Honduras el día de su lanzamiento y logrando gran aceptación del público. Un mes más tarde nuevamente logra quedarse con el segundo lugar en la competencia, esta vez en el área artística. Ese mismo año, el 19 de julio, toma el puesto de conductora de la transmisión en línea del programa Calle 7, para luego dejar definitivamente el programa en febrero de 2012.
En enero de 2012, se integra como participante de la quinta temporada de Fiebre de baile, en donde ocupó el sexto lugar con un 10,4% de apoyo popular. En marzo se integró como panelista del renovado matinal de Chilevisión, La mañana de Chilevisión. 
En abril del 2012, Karen aparece en pantalla en el docu-reality Adopta un famoso de TVN, donde tuvo que estar con una familia muy distinta a la de ella y vivir una realidad a la cual no está acostumbrada. Cabe destacar que a la mayor de las hijas de esta familia, cuando era chica, le fascinaba escuchar su música, y cuando la vio ésta se sorprendió y le contó todo lo que hacía cuando era su fanática.
En septiembre, Karen anunció que se someterá a una reducción mamaria, ya que, sufría de fuertes dolores de espalda. La operación fue ambulatoria porque sólo estuvo un par de días fuera de pantalla.[cita requerida]
Tras una larga espera por la fanaticada, el 2 de octubre de 2012 lanza oficialmente su nuevo sencillo «Capitán», que cuenta con la colaboración del cantante Camaleón Landáez.
El 31 de diciembre de 2012, Karen Paola deja La mañana de Chilevisión, tras no sentirse a gusto en el espacio por la renovación de productores, donde estos la colocaban en los últimos minutos del programa; además, de no haberle renovado su contrato. El miércoles 6 de enero de 2013, Karen visita el estudio de Yingo para recordar su paso por el programa, donde canta sus grandes éxitos como «Take It Down» y «Ven ven ven». Durante el tiempo que estuvo fuera de televisión, visitó varios programas, como Secreto a voces] (SAV) de Mega, Mujeres primero de La Red, e Intrusos, del mismo canal, donde habló del por qué se fue de La Mañana de Chilevisión y recordar toda su carrera televisiva. 
En el mes de febrero, fue invitada al matinal Bienvenidos de Canal 13, donde comenzó a hacer notas, además, junto a su actual novio, Juan Pedro Verdier, confirmaron en el mismo espacio, el 21 de febrero de 2013, que se casarían el 7 de enero de 2014, el mismo día en el que cumplirán 10 años de relación. A fines de febrero, Karen se integra como notera del matinal Bienvenidos, ocupando el puesto de Valeria Ortega, quién emigró a un canal de cable. 
El 4 de marzo de 2013, comienza un nuevo proyecto, esta vez como locutora radial, participando en De Todo y Con Candela de la Radio Candela, saliendo al aire de lunes a sábado entre las 13:00 a 14:30 de la tarde. Ese mismo mes, marzo, deja Bienvenidos para integrarse al nuevo late show de Mega Más vale tarde, regresando a su casa televisiva en donde se hizo conocida gracias a Mekano y quién la vio crecer. 
El 30 de agosto de 2013, Alfombra roja de Canal 13, realiza una nota a Karen en la sección "Íntimo" dónde aparece en una etapa ya más crecida. Cuenta, además, todos sus logros televisivos, ya que, está desde los 17 años en televisión y actualmente se encuentra estudiando Psicología, a lo que agregó que siempre quiso estudiar eso porque le encantaba desde pequeña. También contó, que le encantaría animar un programa, y para eso se está desarrollando en el área de las comunicaciones. 
En esa misma nota, mencionó que muy pronto saldrá su nuevo y 4° álbum y que a mediados de septiembre lanzará un nuevo sencillo llamado "Mueve", será ElectroPop y que pretende seguir con la racha de temas movibles como siempre lo ha hecho.
El 15 de febrero de 2014 Karen Paola dio a conocer su candidatura a Reina del Festival de Viña del Mar 2014, ella se postuló para el canal Mega, ya que el canal decidió optar por Karen, tras haberse rumoreado que la ex Miss Mundo Chile Camila Recabarren se iba a candidatear por Mega. Finalmente Sigrid Alegría se consagró como reina del festival con 152 votos, sin embargo Karen consiguió 54 votos de la prensa acreditada, quedando en 2° lugar. 
En febrero de 2015, Karen se emigró al matinal Mucho gusto de Mega como panelista; y más tarde, condujo las dos temporadas del programa Vuelta a la manzana en el mismo canal.
En marzo de 2017 abandona Mega siendo desvinculada, uniéndose más tarde en agosto de ese mismo año al matinal de TVN Muy Buenos Días hasta su polémica renuncia en noviembre del año siguiente, debido a una fuerte discusión con uno de sus conductores. Desde ese momento, Karen se aleja por un tiempo de su carrera televisiva para emprender nuevos rumbos. 
En 2020, vuelve a la televisión, esta vez, como participante del reality show de baile de Canal 13, Bailando por un sueño Chile, versión chilena del reality show de baile mexicano homónimo. 
En agosto de 2023 se integra a Emisor Podcasting para formar parte del pódcast de conversación No x El de junto a Fran Rodsil.

## Vida personal
Fue criada en una familia practicante de la religión evangélica, de la comuna de La Cisterna. Esta casada con Juan Pedro Verdier, también exparticipante del programa Mekano y con el cual tienen un hijo, llamado Guillermo Verdier Bejarano.[cita requerida]
Actualmente, reside en el sector de Chicureo, en la comuna de Colina.[cita requerida]
A inicios del 2017, fue víctima de una filtración de fotos privadas, lo cual la mantuvo alejada durante varios meses de los medios.[cita requerida]

## Apariciones en televisión
| Año       | Programa                        | Rol                          | Canal       |
| --------- | ------------------------------- | ---------------------------- | ----------- |
| 2003-2006 | Mekano                          | Integrante del elenco        | Mega        |
| 2008-2010 | Yingo                           | Jurado                       | Chilevisión |
| 2010-2012 | Calle 7                         | Parte del elenco             | TVN         |
| 2012      | Fiebre de Baile                 | Participante                 | Chilevisión |
| 2012      | Adopta un famoso                | Ella misma                   | TVN         |
| 2012      | La mañana de Chilevisión        | Panelista                    | Chilevisión |
| 2013      | Bienvenidos                     | Notera                       | Canal 13    |
| 2013      | Más vale tarde                  | Panelista                    | Mega        |
| 2014      | Viva Dichato                    | Animadora                    | Mega        |
| 2014      | Amor a prueba                   | Anfitriona                   | Mega        |
| 2015-2017 | Mucho gusto                     | Panelista                    | Mega        |
| 2015-2016 | Vuelta a la manzana             | Conductora                   | Mega        |
| 2016      | ¿Volverías con tu ex?           | Invitada para actividades    | Mega        |
| 2017-2018 | Muy buenos días                 | Panelista                    | TVN         |
| 2020      | Bailando por un sueño Chile     | Participante                 | Canal 13    |
| 2021      | The covers                      | Participante                 | Mega        |
| 2021-2022 | El discípulo del chef (Temp. 3) | Ganadora                     | Chilevisión |
| 2022      | El discípulo del chef (Temp. 4) | Participante (13° eliminada) | Chilevisión |

### Series y telenovelas
| Año  | Serie/Telenovela      | Personaje          | Canal       |
| ---- | --------------------- | ------------------ | ----------- |
| 2003 | Amores urbanos        | Kiara              | Mega        |
| 2005 | EsCool                | Julia Araya        | Mega        |
| 2008 | Teatro en Chilevisión | Joven novia        | Chilevisión |
| 2010 | Amor virtual          | Rosa "Rosita"      | Chilevisión |
| 2024 | Generación 98         | Ella misma (Cameo) | Mega        |

## Discografía

### Álbumes
| Viva la noche                                                        | - Lanzamiento: 13 de octubre de 2004 - Sello: Music World - Formatos: CD, Casete             | 1 | - CHI: 2x Platino (40.000) |
| Komo tú                                                              | - Lanzamiento: 7 de noviembre de 2005 - Sello: Music World - Formatos: CD                    | 2 | - CHI: Oro (10.000)        |
| Karen Paola                                                          | - Lanzamiento: 22 de diciembre de 2008 - Sello: Feria Music - Formatos: CD, Descarga digital | 1 | - CHI: Oro (7.500)         |
| "—" significa que el álbum no fue lanzado o no apareció en la lista. |                                                                                              |   |                            |

### EP
| Título       | Detalles del álbum                                                                        | Certificaciones |
| ------------ | ----------------------------------------------------------------------------------------- | --------------- |
| Emancipación | - Lanzamiento: 9 de enero de 2025 - Sello: Karen Paola Music - Formatos: Descarga digital |                 |

### Sencillos
| "Ven, ven, ven"                                                        | 2004 | 3  | Viva la noche |
| "Dime"                                                                 | 2004 | 7  | Viva la noche |
| "Viva la noche"                                                        | 2004 | 7  | Viva la noche |
| "Besa mi piel"                                                         | 2005 | —  | Viva la noche |
| "Bum bum bum"                                                          | 2005 | 83 | Viva la noche |
| "No te miento"                                                         | 2005 | —  | Komo tú       |
| "Eres un bombom"                                                       | 2005 | —  | Komo tú       |
| "La vida es cool" (con Ximena Abarca)                                  | 2006 | 79 | Komo tú       |
| "Qué calor"                                                            | 2006 | —  | Komo tú       |
| "Vete"                                                                 | 2008 | —  | Karen Paola   |
| "Take it down"                                                         | 2009 | 86 | Karen Paola   |
| "Hoy se muere"                                                         | 2009 | —  | Karen Paola   |
| "Capitán" (con Camaleón Landáez)                                       | 2012 | 96 | Style         |
| "Dime (Versión Karen Paola 2023)"                                      | 2023 | 5  | Emancipación  |
| "Viva la noche (Versión Karen Paola 2024)" (con Dani Ride)             | 2024 | 8  | Emancipación  |
| "Ven ven ven (Versión Karen Paola 2024)"                               | 2024 | 10 | Emancipación  |
| "No x él (Versión Karen Paola 2025)" (con Myriam Hernández)            | 2025 | 1  | Emancipación  |
| "—" significa que la canción no fue lanzada o no apareció en la lista. |      |    |               |

### Sencillos promocionales
| "No por él (podemos ser amigas)" (con Ximena Abarca)                   | 2005 | 30 | Banda sonora de EsCool |
| "—" significa que la canción no fue lanzada o no apareció en la lista. |      |    |                        |

### Videos musicales
- 2010: «Hoy se muere»
- 2011: «No te miento»
- 2014: «Desperté sin ti»
- 2020: «Santa (ft. Agustin Junior)»
- 2023: «Dime (Versión Karen Paola 2023)»
- 2024: «Viva la noche (Versión Karen Paola 2024)»
- 2024: «Ven ven ven (Versión Karen Paola 2024)»
- 2024: «Leo»
- 2025: «No x él (Versión Karen Paola 2025)»